# Сборная Республики Конго по футболу
Сборная Республики Конго по футболу представляет республику Конго в международных матчах и турнирах по футболу. Управляющая организация — Конголезская федерация футбола.

## История
Сборная Конго ни разу не принимала участия в чемпионате мира и шесть раз становилась участником финальных стадий Кубка африканских наций. Наилучших на данный момент результатов в своей истории конголезцы добились в 70-е годы XX века. В 1972 году сборная Конго стала лучшей в Африке, выиграв Кубок африканских наций, проходивший в Камеруне. В группе «Красные дьяволы» сыграли вничью со сборной Марокко 1:1, проиграли своим соседям из Заира 0:2 и в решающем для себя матче обыграли сборную Судана 4:2. В полуфинале со счётом 1:0 были переиграны хозяева турнира — камерунцы, а в финале со счётом 3:2 — сборная Мали. Спустя два года — на Кубке африканских наций в Египте — сборная Конго подтвердила свой высокий статус, выйдя в полуфинал, где, правда, проиграла сборной Замбии — 2:4. В матче за 3-е место конголезцы потерпели ещё одно поражение от сборной Египта — 0:4.
Последний более или менее значимый успех сборной Конго датируется 1992 годом — выход в 1/4 финала Кубка африканских наций.

## Чемпионат мира
- 1930 — 1962 — не принимала участия
- 1966 — заявка отклонена ФИФА
- 1970 — не принимала участия
- 1974 — 1978 — не прошла квалификацию
- 1982 — 1990 — не принимала участия
- 1994 — 2022 — не прошла квалификацию
- 2026 — дисквалифицирована по ходу квалификации

## Кубок Африканских Наций
- 1957 — 1965 — не принимала участия
- 1968 — групповой этап
- 1970 — не принимала участия
- 1972 — Чемпион
- 1974 — 4-е место
- 1976 — не прошла квалификацию
- 1978 — групповой этап
- 1980 — 1988 — не прошла квалификацию
- 1990 — не принимала участия
- 1992 — 1/4 финала
- 1994 — не прошла квалификацию
- 1996 — не прошла квалификацию
- 1998 — не прошла квалификацию
- 2000 — групповой этап
- 2002 — 2013 — не прошла квалификацию
- 2015 — 1/4 финала
- 2017 — не прошла квалификацию
- 2019 — не прошла квалификацию
- 2021 — не прошла квалификацию
- 2023 — не прошла квалификацию

## Известные игроки
- Франсуа М'Пеле
- Тьеви Бифума
- Дельвин Н’Динга
- Дестин Макита Папу
- Марли Кубассанат

## Достижения
- Кубок СЕМАК (CEMAC Cup) — Чемпион (2007)
- Чемпионат УДЕАК (UDEAC Championship) — Чемпион (1990)

## Форма

### Домашняя
| КАН-2015 | 2020—2022 | 2022—н. в. |

### Гостевая
| КАН-2015 | 2020—2022 | 2022—н. в. |

### Резервная
| 2020—2022 | 2022—н. в. |

Источники:,